# برج قاعي
برج قاعي هي قرية تابعة لمحافظة حمص في سورية تقع إلى الشمال الغربي على بعد 25 كم من مدينة حمص سكان القرية من السوريين التركمان السنة ويتكلمون في القرية في الأحوال العادية اللغة التركية العثمانية والتي كانت اللغة الأساسية في تركيا حتى العام 1928 م.

## التسمية
القرية معروفة بين التركمان باسم kala والتي تعني البرج أو القلعة. أهل القرية ما زالوا محافظين على بعض العادات التركمانية القديمة .

## السكان ونشاطهم
عدد سكان القرية حوالي 3.000 نسمة (تقديرات عام 2008)، يوجد في القرية مدرسة تعليم أساسي ومدرسة إعدادية. وأعداد الطلبة الجامعيين فيها بازدياد مستمر.
أهم العائلات القاطنة في القرية:
آل حمشو-آل قره حسن آل برق-آل دوكرلي- آل عثمان وغيرها من العائلات
وتعتبر قرية برج قاعي من أولى القرى الحمصية التي دخلت في الثورة السورية ثورة العزة والكرامة وشاركت في الكفاح المسلح ضد بشار الأسد.

## الآثار
وقرية برج قاعي من القرى الأثرية المعروفة في هذه المنطقة من سورية وفيها العديد من الآثار والمعالم التي تدل على قدم القرية وتعود للفترة الرومانية ومنها دير سلام ودير حبيب.